# Hikuleo
Tautuiaki Taula Koloamatangi (Kissimmee, 7 de fevereiro de 1991) é um lutador de luta livre profissional americano. Ele trabalha atualmente para a WWE, na marca SmackDown sob o nome de ringue Talla Tonga e é membro do The Bloodline. Ele é conhecido por seu trabalho na New Japan Pro-Wrestling (NJPW), onde atuou sob o nome de Hikuleo, sendo membro do Bullet Club e dos Guerrillas of Destiny (GoD).
Durante seu tempo na NJPW, ele conquistou o Strong Openweight Championship duas vezes, o Strong Openweight Tag Team Championship duas vezes e o IWGP Tag Team Championship uma vez, junto com seu parceiro El Phantasmo, como parte de uma nova encarnação do GoD. Ele é sobrinho e filho adotivo do lutador profissional Tonga Fifita.

## Começo de vida
Koloamatangi e seu irmão mais velho, Alipate, foram adotados por sua tia materna, Dorothy Koloamatangi, e seu marido Tonga Fifita, que os trouxeram para os Estados Unidos. Ele foi criado em Kissimmee, Flórida, onde estudou na Osceola High School. Depois, frequentou a Webber International University na Flórida, onde se formou em gestão esportiva e jogou basquete como pivô pelos Webber International Warriors. Ele foi nomeado o jogador mais valioso da equipe de basquete masculino júnior da universidade em 2009-2010.

## Carreira na luta profissional

### New Japan Pro-Wrestling (2016–2024)

#### Bullet Club (2016–2022)
Koloamatangi foi treinado para lutar por Bully Ray e Devon na Team 3D Academy na Flórida. Em 2016, ele viajou para o Japão, onde se tornou aluno do dojo da New Japan Pro-Wrestling (NJPW). Sob o nome de ringue Hikule'o (uma referência ao deus tonganês), ele fez sua estreia no wrestling profissional em 12 de novembro de 2016, em Auckland, Nova Zelândia, no pay-per-view da NJPW On the Mat Internet, perdendo para Henare.
Koloamatangi continuou seu treinamento ao longo de 2017, atuando como um young lion. Ele se juntou novamente ao elenco ativo da NJPW em setembro de 2017, participando da turnê Destruction sob o nome de ringue "Leo Tonga". Ele se uniu ao grupo vilão gaijin Bullet Club ao lado de seus irmãos Tanga Loa e Tama Tonga, e de seu primo Bad Luck Fale, substituindo Kenny Omega, que estava machucado. Em 4 de janeiro de 2018, Koloamatangi apareceu no Wrestle Kingdom 12, o 27º evento anual do Tokyo Dome da NJPW, participando de uma New Japan Rumble. No The New Beginning in Sapporo, mais tarde naquele mês, ele mudou seu nome de ringue para "Hikuleo". Em março de 2018, Hikuleo sofreu uma lesão no ligamento cruzado anterior.
Após se recuperar e passar seis meses treinando no dojo da NJPW em Los Angeles, Hikuleo retornou no Honor Rising: Japan em fevereiro de 2019, acompanhando seus irmãos até o ringue. Ele competiu pela primeira vez na New Japan Cup de 2019, onde foi eliminado na primeira rodada por Mikey Nicholls. Depois, Hikuleo fez sua estreia na promoção europeia Revolution Pro Wrestling, perdendo para Dan Magee em sua primeira luta em 29 de junho. Ele ficou ausente da NJPW por um ano, retornando em setembro de 2020 no NJPW Strong, onde derrotou Brody King. Em março do ano seguinte, Hikuleo participou do New Japan Cup USA, derrotando Jordan Clearwater para se qualificar. Na primeira rodada, ele venceu Fred Rosser, mas perdeu na semifinal para o eventual campeão Tom Lawlor. Em agosto, Hikuleo foi derrotado por Juice Robinson no NJPW Resurgence.

## Vida pessoal
Hikuleo, um lutador profissional de segunda geração, é sobrinho e filho adotivo do lutador profissional Tonga Fifita (conhecido como Haku e Meng) e de sua esposa Dorothy Koloamatangi. Ele tem um meio-irmão, Alipate Leone, que também é lutador profissional e conhecido pelo nome de Tama Tonga. Hikuleo é primo e irmão adotivo do lutador profissional Tevita (mais conhecido como Tanga Loa) e de Vika Fifita. Ele também é primo adotivo de Simi Taitoko ("Toks") Fale, que também é lutador profissional e conhecido pelo nome de Bad Luck Fale.

## Títulos e prêmios
- New Japan Pro-Wrestling
  - Strong Openweight Championship (1 vez)
  - Strong Openweight Tag Team Championship (2 vezes) – com El Phantasmo
  - IWGP Tag Team Championship (1 vez) – com El Phantasmo
- Pro Wrestling Illustrated
  - PWI o colocou na posição 350 dos 500 melhores lutadores individuais em 2022[23]